# Baumhörnchen
Die Baumhörnchen sind im weiteren Sinne alle Hörnchen, die ein baumbewohnendes Leben führen. Im engeren Sinne wird als Baumhörnchen die Tribus Sciurini bezeichnet, zu der unter anderem die Eichhörnchen und eine Reihe wenig bekannter Gattungen zählen. Zusammen mit der Tribus der Gleithörnchen (Pteromyini) bilden sie die Unterfamilie der Baum- und Gleithörnchen (Sciurinae).
Man zählt fünf Gattungen mit rund 35 Arten zu den Baumhörnchen, von denen allein 29 zur Gattung der Eichhörnchen gehören:
- Eichhörnchen (Sciurus)
- Mittelamerikanisches Berghörnchen (Syntheosciurus)
- Neuweltliche Zwerghörnchen (Microsciurus)
- Borneo-Hörnchen (Rheithrosciurus)
- Rothörnchen (Tamiasciurus)

Das Neuweltliche Kleinsthörnchen, das in älteren Systematiken ebenfalls zu den Baumhörnchen gerechnet wurde, ist nach jüngeren molekulargenetischen Untersuchungen nicht mit diesen verwandt, sondern wird in einer eigenen Unterfamilie, Sciurillinae, geführt. Die Eichhörnchen dürften ein paraphyletisches Taxon im Hinblick auf Microsciurus, vielleicht auch auf weitere Gattungen sein.
Baumhörnchen sind ein sehr altes Taxon, das seit dem Oligozän mit der (paraphyletischen) Gattung Protosciurus aus Nordamerika belegt ist. Aus dem Miozän sind bereits auch eurasische Vertreter bekannt (Freudenthalia, Plesiosciurus). Heute hat die Tribus ihren absoluten Verbreitungsschwerpunkt in Mittel- und Südamerika.